# Dobrčice
Dobrčice är en ort i Tjeckien.   Den ligger i regionen Olomouc, i den östra delen av landet, 230 km öster om huvudstaden Prag. Dobrčice ligger 239 meter över havet och antalet invånare är 191.
Terrängen runt Dobrčice är platt, och sluttar västerut. Runt Dobrčice är det ganska tätbefolkat, med 222 invånare per kvadratkilometer. Närmaste större samhälle är Přerov, 6,3 km norr om Dobrčice. Trakten runt Dobrčice består till största delen av jordbruksmark.